# Emily Horne
Emily Horne, född 9 december 1978 i York, är en brittisk tidigare glamourmodell och skådespelare och som två gånger dömts för polygami. Hon har numer lagligen bytt namn och heter Max-Accastes Quierberon.

## Uppväxt, utbildning och arbeten
Horne utbildades vid Millthorpe High School i York. Det var under den här tiden som hon kom att träffa sin blivande förste man, den jämnårige Paul Rigby. Horne sade sig ha förlorat sin syster då Horne var 18 år , något som enligt hennes advokat skall ha påverkat henne starkt. Detta visade sig emellertid inte vara sant, utan Hornes syster är fortfarande i livet. Efter avslutad grundskola och gymnasium inledde hon studier i fysik och elektronik vid Leeds Metropolitan University. Horne avbröt dessa studier och började istället arbeta som bartender och senare även med striptease. Horne har även varit nakenmodell och medverkat i erotisk film.

## Giftermål
Horne hade då hon dömdes 2009 totalt ingått fem parallella giftermål , varav dock endast hennes första var giltigt:
- Med Paul Rigby, 1996
- Med Sean Cunningham, 1999
- Med Chris Barratt, 2000
- Med James Matthews, 2002
- Med Ashley Baker, 2007

Horne har sedan domen gift sig ytterligare två gånger:
- Med Fred Miller, 2010[5]
- Med Craig Hadwin, 2011 [2]

## Pseudonymer
Horne har använt flera pseudonymer, bland annat Anya, Emily Lecont, Emily Carmichael, Amileannya Carmichael, Max-Accastes Quiberon, Accates Hadwin och Cassy Hadwin.

## Pornografi and prostitution
Hornes liv skildrades av TV-kanalen Channel 4 i TV-serien Cutting Edge, avsnittet The Bigamist Bride: My Five Husbands  Horne berättade bland annat att hon arbetat som eskortflicka och i programmet visades också klipp ur en av de hårdpornografiska filmer hon medverkat i under pseudonymen "Anya"; Jim Slip's UK Street Sluts 03 från filmbolaget Jim Slip.

## Åtal och domar
Horne fick en varning av polisen för bigami i augusti 2004 . Hornes första dom för bigami avgavs av Ipswich Crown Court i januari 2004  då hon dömdes till sex månader i fängelse . I juni 2009 åtalades hon på nytt vid Minshull Street Crown Court i Manchester. Domstolen avkunnade 27 juli 2009 en villkorlig dom på fängelse i tio månader med två års prövotid eftersom Horne erhållit diagnosen bipolärt syndrom och stod under behandling för detta . År 2011 försökte Horne få ut receptbelagd medicin genom att utge sig för att vara sin sjunde make, men hon avslöjades och ställdes inför rätta. 20 januari 2012 skulle Horne ha dömts, men domstolen valde att skjuta upp domen i väntan på ett rättspsykiatriskt utlåtande. 20 mars 2012 dömdes Horne av rätten i Taunton till 12 månaders samhällstjänst samt till 28 dagars fotboja och utegångsförbud från 19.00 till 07.00. 